# Норт Крик (Њујорк)
Норт Крик (енгл. North Creek) насељено је место без административног статуса у америчкој савезној држави Њујорк.

## Демографија
По попису из 2010. године број становника је 616.
| Група             | 2000.    | 2010.       |
| Белци             | 0 (0,0%) | 594 (96,4%) |
| Афроамериканци    | 0 (0,0%) | 2 (0,3%)    |
| Азијати           | 0 (0,0%) | 4 (0,6%)    |
| Хиспаноамериканци | 0 (0,0%) | 14 (2,3%)   |
| Укупно            | 0        | 616         |